# Agrilus parvus
Agrilus parvus é uma espécie de escaravelho perfurador de madeira metálico da família Buprestidae. É conhecida a sua existência na América do Norte.

## Subespecie
Estes dois subespecies pertencem à espécie Agrilus parvus:
- Agrilus parvus californicus Westcott & Nelson, 2000
- Agrilus parvus parvus Saunders, 1870